# ممدوح السبيعي
ممدوح محمد حسن السبيعي أو رامي السبيعي، يُعرف بلقب بيج رامي هو لاعب كمال أجسام محترف مصري، يلعب في الاتحاد الدولي لكمال الأجسام واللياقة البدنية (IFBB)، حصل على لقب مستر أولمبيا عامي 2020 و2021 

## حياته
وُلِد ممدوح في السادس عشر من سبتمبر 1984 بمركز البرلس محافظة كفر الشيخ. عمل كصياد سمك حيث تعمل أسرته قبل أن ينتقل إلى الكويت ليعمل مع أفراد عائلته في تجارة الأسماك حيث بدأ التدريب بشكل احترافي في مدينة الكويت عام 2009.
فاز السبيعي ببطولات وشهادات على الصعيد المحلي، وعالمياً حقق العديد من الألقاب، فقد أحرز المركز الأول ببطولة الكأس الذهبية بالكويت عام 2012، وحاز المركز الأول ببطولة أوليمبيا للهواة في نفس العام، وتوالت ولم يتوقف مشوراه عند ذلك بل نال المركز الأول في بطولة نيويورك للمحترفين في عام 2013.
بدأ ممدوح منافساته في مستر أولمبيا في عام 2013، فحلّ بالمركز الثامن في مسابقة مستر أولمبيا 2013، والسابع في مسابقة مستر أوليمبيا 2014، وتمكن أيضاً من تحقيق المركز الأول في بطولة نيويورك للمحترفين في نفس العام، وحاز السبيعي المركز الخامس ببطولة مستر أوليمبيا 2015، والمركز الرابع ببطولة مستر أوليمبيا 2016، والمركز الثاني ببطولة مستر أولمبيا 2017، والمركز الأول ببطولة آرنولد كلاسيك أوروبا 2017، والمركز السادس مستر أولمبيا 2018، والمركز الأول في مستر أولمبيا 2020 و المركز الأول مره أخرى في مستر أولمبيا 2021 ليكون أول لاعب مصري وعربي يحقق لقب مستر أولومبيا مرتين على التوالي

## الألقاب والإنجازات

### للهواة
- 2012 كأس الكويت الذهبية - المركز الأول

- 2012 هواة أولمبيا الكويت - المركز الأول

### للمحترفين
- 2013 بطولة نيويورك للمحترفين - المركز الأول
- 2013 مستر أولمبيا - المركز الثامن.[10]
- 2014 بطولة نيويورك للمحترفين - المركز الأول
- 2014 مستر أولمبيا - المركز السابع
- 2015 أرنولد كلاسيك البرازيل - المركز الأول
- 2015 مستر أولمبيا - المركز الخامس
- 2015 أرنولد كلاسيك أوروبا - المركز الرابع
- 2015 EVLS Prague Pro - المركز الثاني
- 2016 السيد أولمبيا - المركز الرابع
- 2016 أرنولد كلاسيك أوروبا - المركز الثاني
- 2016 بطولة الاتحاد الدولي لكمال الأجسام للمحترفين (الكويت) - المركز الأول
- 2016 EVLS Prague Pro - المركز الثاني.[11]
- 2017 مستر أولمبيا - المركز الثاني.
- 2017 أرنولد كلاسيك أوروبا - المركز الأول
- 2018 مستر أولمبيا - المركز السادس.
- 2020 أرنولد كلاسيك - المركز الثالث.[12]
- 2020 مستر أولمبيا - المركز الأول.[13]
- 2021 مستر أولمبيا - المركز الأول.[14]
- 2022 مستر أولمبيا - المركز الخامس.[15]